# Tasso (Benin)
Tasso è un arrondissement del Benin situato nella città di Nikki (dipartimento di Borgou) con 10.990 abitanti (dato 2006).